# David Laws

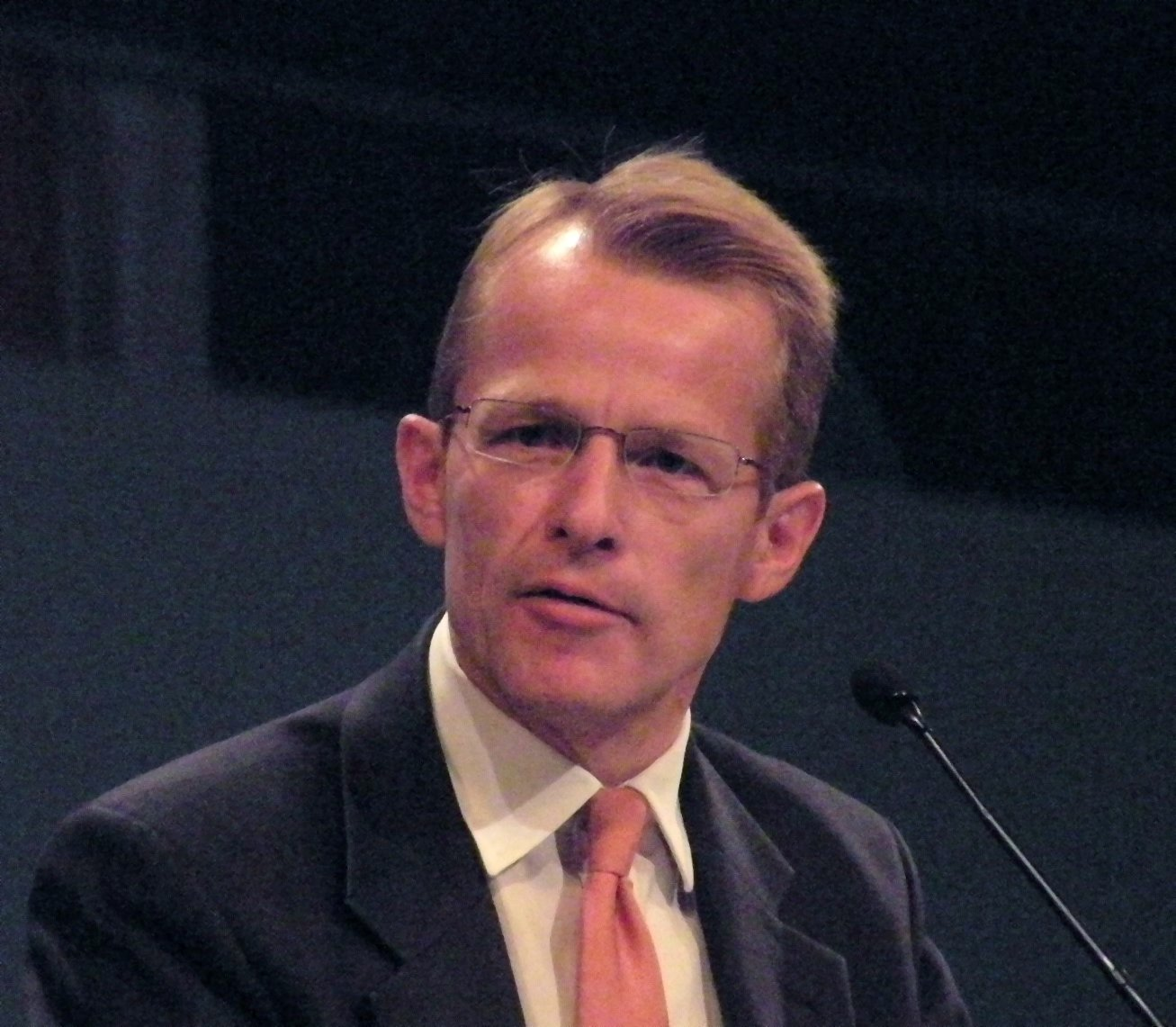
Laws im Jahr 2008

David Anthony Laws (* 30. November 1965 in Farnham) ist ein britischer Politiker der Partei Liberal Democrats (LibDems) und ehemaliger Investmentbanker. 
Laws ist Mitglied des britischen Unterhauses für den Wahlkreis Yeovil. Nach der Wahl 2010 wurde Laws als Chefsekretär des Schatzamts (Chief Secretary to the Treasury) Mitglied im Kabinett Cameron I. Diesen Posten hatte er nur vom 12. bis zum 29. Mai 2010 inne. Er musste zurücktreten, nachdem der Daily Telegraph berichtet hatte, Laws habe Kosten für die Wohnung seines Lebensgefährten als eigene Kosten geltend gemacht und sich als Spesen erstatten lassen. 
Sein Nachfolger im Amt wurde Parteifreund Danny Alexander.
Das Angebot von Nick Clegg ihn nach dieser Niederlage durch die Aufnahme in die Dissolution Honours List mit einem Life Peerage Titel einen Sitz im Oberhaus des Parlaments zu verschaffen lehnte Laws ab.